# Hugo Kálnoky
Hugo Leopold hrabě Kálnoky z Kőröspataku (německy Hugo Leopold Arthur Gustav Graf Kálnoky von Kőröspatak; 2. června 1844 Letovice – 23. května 1928 Letovice) byl příslušník moravské větve šlechtického rodu Kálnokyů z Kőröspataku. Velkou část svého života strávil v armádě a vynikl jako jezdec. Po třech starších sourozencích zdědil velkostatky na Moravě (Letovice, Brodek u Prostějova) a v Uhrách (Číčov). Jeho starší bratr Gustav Kálnoky byl dlouholetým rakousko-uherským ministrem zahraničí.

## Životopis

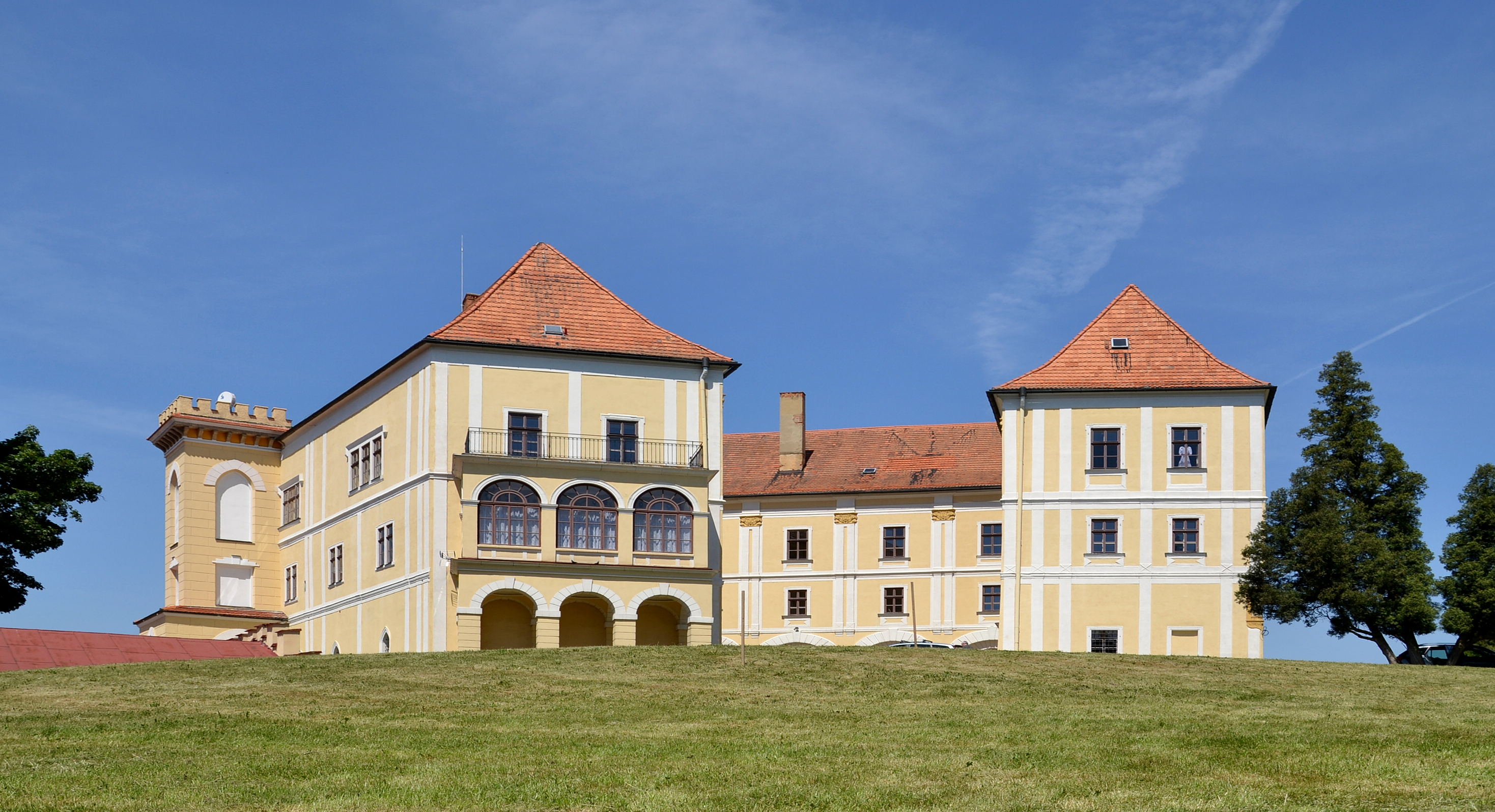
Zámek Letovice, hlavní sídlo rodu Kálnokyů

Narodil se na zámku v Letovicích jako jedenáctý ze čtrnácti dětí hraběte Gustava Josefa Kálnokyho (1799–1884) a jeho manželky Isabely, rozené hraběnky Schrattenbachové (1809–1875). Hugovým kmotrem byl kníže Hugo Karel Salm-Reifferscheidt.
Po dětství stráveném na zámku v Letovicích studoval na jezuitské koleji ve Vídni a v roce 1863 vstoupil do armády. Za prusko-rakouské války byl již nadporučíkem (1866), poté nadále postupoval v hodnostech (rytmistr 1876, major 1885, podplukovník 1888, plukovník 1891), mezitím několik let působil jako pedagog na vojenské jezdecké škole, od roku 1875 byl též c. k. komořím.
Při odchodu mimo aktivní službu byl povýšen do čestné hodnosti generálmajora (1897). Po starších bratrech Alexandrovi a Gustavovi zdědil statky na Moravě (Brodek 1898, Letovice 1905), k nimž připojil ještě dědictví v Uhrách po sestře Marii Adéle, ovdovělé Valdštejnové (Číčov). V roce 1908 byl jmenován c. k. tajným radou a v roce 1909 se stal dědičným členem panské sněmovny. Po odchodu do výslužby střídal pobyty na zámku v Letovicích a ve Vídni, kde rodina vlastnila dům na Maxingstraße. Po zániku monarchie se trvale usadil v Letovicích, kde také zemřel.

## Rodina
Byl dvakrát ženatý. Poprvé se oženil 23. října 1887 ve Vídni s hraběnkou Marií Gabrielou Mensdorff-Pouilly-Dietrichstein (29. 1. 1858 Vídeň – 17. 7. 1889 Krakov), dcerou bývalého rakouského ministra zahraničí knížete Alexandra z Dietrichstein-Mensdorff-Pouilly (1813–1871) a jeho manželky Alexandriny Marie z Dietrichstein-Proskau-Leslie (1824–1906). Marie Gabriela zemřela krátce po porodu druhorozeného syna Felixe (1889–1928).
Podruhé se Hugo oženil v roce 1892 s hraběnkou Marií Herbersteinovou (1857–1943), která byla zároveň sestřenicí jeho první manželky. Obě Hugovy manželky byly nositelkami Řádu hvězdového kříže. Z obou manželství pocházelo osm dětí, pokračovateli rodu byli synové Alexandr (1888–1965) a Hugo (1900–1955).

### Děti
- 1. Alexandr (Šándor) (17. 8. 1888 Stockerau – 21. 2. 1965 Vídeň)
  - ⚭ (1920) Marie Terezie ze Schönburg-Hartensteinu (4. 2. 1896 Berlín – 14. 8. 1979 Klosterneuburg)
- 2. Felix Gustav (11. 7. 1889 Krakov – 9. 1. 1928 Letovice)
- 3. Gustav (4. 11. 1892 Olomouc – 6.10. 1979)
  - ⚭ (1929) hraběnka Konstanze z Blanckensteinu (6. 4. 1898 Opatija – 24. 2. 1980 Melk)
- 4. Terezia Marie (14. 11. 1893 Olomouc – 8. 10. 1969 Vídeň)
  - ⚭ (1920) Karel Belcredi (24. 9. 1893 Líšeň – 18. 9. 1972 Vídeň)
- 5. Alžběta Gabriela (16. 8. 1895 Olomouc – 6. 11. 1975 Vídeň)
  - ⚭ (1935) Jindřich Belcredi (1. 1. 1902 Líšeň – 31. 5. 1975 Vídeň)
- 6. Marie Františka (31. 8. 1896 Pörtschach am Wörther See, Korutany – 13. 4. 1981 Washington)
- 7. Ludmila (4. 1. 1898 Vídeň – 19. 3. 1982 Štýrský Hradec)
- 8. Hugo Josef (11. 5. 1900 Vídeň – 24. 6. 1955 Washington)
  - ⚭ (1934) Ingeborg Luisa von Breitenbuch (27. 1. 1909 – 1. 7. 1997 St.Louis), rozvedli se v roce 1953